# Les Premiers Outrages
Pour plus de détails, voir Fiche technique et Distribution.
Les Premiers Outrages est un film français réalisé par Jean Gourguet, sorti en 1955.

## Synopsis
Christian vient de rentrer chez ses parents après avoir raté son bac. Son père, ulcéré de cet échec, demande à un professeur voisin de lui donner des leçons. Mais Christian tombe sous le charme de Simone, la cousine du professeur.
Jalouse, Bichette, la petite amie de Christian, s'arrange pour que le père et le professeur apprennent tout. On éloigne Christian qui retrouve avec plaisir Françoise, la jolie servante de la maison, qu'on avait renvoyée. Bichette en est pour ses frais.

## Fiche technique
- Titre : Les Premiers Outrages
- Réalisation : Jean Gourguet
- Scénario, adaptation et dialogues : Jean et Michelle Gourguet
- Assistants réalisateurs : Michelle Gourguet, Jean-Claude Roy - Stagiaire : Claude de Flandre
- Photographie : Scarciafico Hugo
- Opérateur : Roger Duculot, assisté de Michel Hugo et Roger Ledru
- Musique : José Cana
- Chanson : L'herbe du printemps est chantée par Maria Candido, orchestre sous la direction de Franck Pourcel et Jean Medinger
- Montage : Geneviève Cortier
- Son : Séverin Frankiel
- Recorder : Jean Schaye
- Maquillage : Constantin Safanoff
- Photographe de plateau : André-Jacques Manson
- Script-girl : Suzanne Faye
- Régisseur : Pierre Caudrelier
- Habilleuse : Pollos
- Accessoiriste : Max Lecointère
- Tirage : Laboratoire Franay L.T.C Saint-Cloud
- Production : Services Français de Production
- Chef de production : Jean Gourguet
- Directeur de production : Emile Breysse
- Distribution : Héraut-Film
- Tournage du 13 juin au 1er août 1955
- Pays :  France
- Format : Noir et blanc - 1,37:1 - 35 mm - Son mono
- Durée : 95 minutes
- Genre : Comédie dramatique
- Date de sortie :
  - France - 28 octobre 1955

## Distribution
- Françoise Vatel : Brigitte Lambert dite Bichette, la petite amie de Christian
- Maurice Sarfati : Christian Lamothe, dit "Kiki"
- Marianne Lecène : Françoise, la jolie servante
- Rellys : L'aubergiste Camille Lamothe, père de Christian
- Louis Seigner : Le professeur Robert Arnaud
- Roger Dumas : Jojo, le copain de Christian
- Christiane Fédora "Bébé", une sœur de Bichette
- Solange Sicard : Mme Duvernet, la grand-mère
- Robert Mercier : Un gendarme
- Suzy Willy : Maria, une employée de l'aubergiste
- Marc Michel : Johnny, le mari de Florence
- Max Doria : Le camionneur
- Monique Martino
- Dominique Maurin : Le petit Riquet
- Anne Villiers
- Danik Patisson : Catherine, une sœur de Bichette
- Maria Candido : Florence, la jeune mariée
- Simone Bach : Fanfan, une autre sœur de Bichette
- Maryse Martin : Germaine, la mère de Christian
- Hélène Bellanger : Simone, la cousine de M. Arnaud